# Club Atlético Obras Sanitarias de la Nación
El Club Atlético Obras Sanitarias de la Nación és un club argentí de basquetbol de la ciutat de Buenos Aires.
A més del basquetbol té seccions de rugbi a 15, hoquei herba, natació, tennis, voleibol i escacs.

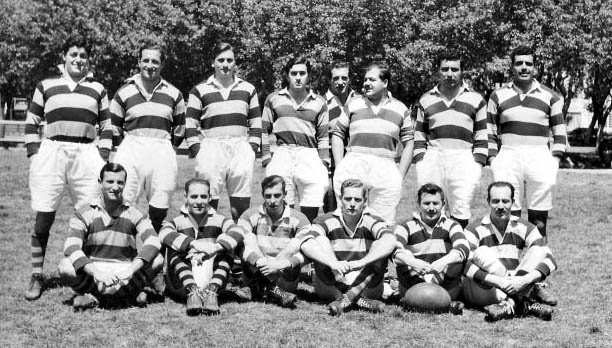
Equip de rugbi campió el 1953.

## Palmarès

### Basquetbol
- Campeonato Argentino de Clubes (3): 1975, 1976, 1982
- Copa Intercontinental de la FIBA (1): 1983
- Lliga sud-americana de bàsquet (1): 2011
- Torneo InterLigas (1): 2011
- Torneo Nacional de Ascenso (1): 1996

### Rugbi a 15
- Torneig de la URBA (1): 1953